# Rio Passa Quatro
O rio Passa Quatro é um curso de água do estado de Minas Gerais, Região Sudeste do Brasil. Nasce na Serra da Mantiqueira, no município de Passa Quatro, e deságua no rio Verde, em Itanhandu. Pertence à bacia hidrográfica do rio Grande e banha as cidades de Passa Quatro e Itanhandu, onde o manancial recebe esgoto sem tratamento.